# Gijsberta van Garderen
Gijsberta (Bep) van Garderen - van Egdom (Stoutenburg, 4 september 1902 - Leusden, 17 april 1996)  was een Nederlandse verzetsstrijdster tijdens de Tweede Wereldoorlog. Zij ontving postuum de onderscheiding Rechtvaardige onder de Volkeren van Yad Vashem.

## Levensloop
Van Garderen werd op 4 september 1902 in Stoutenburg (provincie Utrecht) geboren als de dochter van Nicolaas van Egdom (1869-1951) en Rijkje van der Scheur (1873-1956). Ze was één van de twaalf kinderen van het echtpaar. Haar vader was arbeider van beroep.
Van Garderen trouwde op 21 juni 1923 in Stoutenburg met Dirk van Garderen (1896-1982). Ze was toen 20 jaar oud. Haar echtgenoot was net als haar vader arbeider van beroep. Het echtpaar kreeg vier kinderen. Het gezin woonde aan de Volskuilenstraat in Leusden.

### Oorlog, verzet en gevangenschap
In mei 1940, toen Van Garderen 37 jaar oud was, vielen de Duitsers de Nederlandse provincie Utrecht binnen.
Tijdens de Tweede Wereldoorlog zette Van Garderen zich, samen met haar man Dirk, Wouterus (Wouter) van Egdom, Wilhelmina (Mien) van Egdom - van Dijken, Hendrikus Traa, Regina Traa - van de Pol, Albertus van Oene en Petronella van Oene - de Geest in voor het verzet door het verzorgen van onderduikadressen en het begeleiden van mensen naar onderduiklocaties. Van Garderen stond binnen het verzet bekend als tante Gijsje.
In 1938 vluchtte de Joodse familie Kamp na de Kristalnacht uit Krefeld in Duitsland naar Nederland. Het gezin bestond uit vader Friedrich Wilhelm (Fritz) (1895-1944), moeder lngeborg Gertrud (Inge) (1911-2009), hun zonen Rolf Ludwig (Rolf) (1934) en Nicolaus Alexander (Nico) (1937) en de ouders van Fritz. Toen in 1942 de anti-Joodse maatregelen van de Duitse bezetters toenamen, doken de grootouders, ouders en kinderen op verschillende locaties onder. Van Garderen bracht samen met Wouter van Egdom de jongens op de fiets en met de trein naar hun eerste onderduikadres.
Het echtpaar Kamp werd in 1944 gearresteerd en via kamp Westerbork naar Auschwitz gestuurd, waar Fritz stierf. Inge overleefde het kamp en werd na de oorlog herenigd met haar zoons, die dankzij dertien onderduikadressen de oorlog ook overleefden. De ouders van Fritz zaten ondergedoken in Leusden bij Van Garderen en haar man toen zij samen met Van Garderen in 1944 werden gearresteerd. De onderduikers stierven in Bergen-Belsen.
Van Garderen zelf zat korte tijd vast in Kamp Vught. Op 8 september 1944 werd ze overgebracht naar Ravensbrück bij Berlijn. Ruim een maand later, op 15 oktober 1944, werd Van Garderen samen met minstens 181 andere gevangenen van Ravensbrück naar het Agfacommando getransporteerd. Het Agfacommando was één van de 169 buitencommando's van concentratiekamp Dachau. Van Garderens kampnummer voor Dachau was 123203. In het kamp stond ze geregistreerd als politiek gevangene, een term die werd gebruikt voor onder andere communisten, vrijmetselaars, buitenlandse politieke gevangenen en verzetsstrijders. Ze werd op 29 april 1945 door de Amerikaanse troepen uit Dachau bevrijd.

### Na de oorlog
Van Garderen overleed in 1996 op 93-jarige leeftijd. Zij werd begraven op de Algemene Begraafplaats Oud Leusden.
In 2013 werd het boek De laatste trein naar Auschwitz gepubliceerd. In dit boek beschrijven Inge, Rolf en Nico Kamp hun herinneringen aan de oorlog. Zij noemen hierin onder andere Van Garderen.
Op 30 november 2021 ontving Van Garderen op voordracht van Rolf en Nico Kamp, samen met haar echtgenoot en de echtparen Traa - van de Pol en Egdom - van Dijken, postuum van het Israëlische holocaustherdenkingscentrum Yad Vashem de eretitel Rechtvaardige onder de Volkeren. Nabestaanden van Van Garderen namen in 2023 tijdens een ceremonie in het Nationaal Monument Kamp Amersfoort de onderscheiding uit de handen van de toenmalige Israëlische adjunct-ambassadeur in ontvangst.